# 2018 MP8
1996 PW,
2000 OO67,
2002 RN109,
2004 VN112,
2005 VX3, 
2006 SQ372, 
2007 DA61, 2007 TG422, 
2009 MS9,
2010 BK118, 2010 GB174, 2010 NV1, 
2011 OR17,
2012 DR30, 2012 VP113,
2013 AZ60, 2013 BL76, 2013 FT28, 2013 GW141, 2013 RA109, 2013 RF98, 2013 SY99,
2014 FE72, 2014 GR53, 2014 LM28,
2015 BP519, 2015 DB216, 2015 FK37, 2015 GT50, 2015 KG163, 2015 RX245,
2017 MB7,
2020 YR3,
Sedna et de
2018 MP8 est un objet transneptunien et damocloïde, ayant une orbite excentrique, il n'a pas être observé que lors de son approche dans les régions centrales du système solaire, sa petite taille ne permettant plus de le détecter.

## Caractéristiques
2018 MP8 mesurerait environ 9 km de diamètre.